# Попеску, Александру
Александру «Пую» Попеску (рум. Alexandru «Puiu» Popescu; 3 сентября 1917, Бухарест — январь 2008, Монреаль, Квебек) — румынский баскетболист и тренер. Участник летних Олимпийских игр 1952 года как тренер. Заслуженный тренер Румынии (1973).

## Биография
Александру Попеску родился 3 сентября 1917 года в румынском городе Бухарест. Окончил юридический факультет Бухарестского университета и Национальную академию физического воспитания.
В качестве играющего тренера бухарестского клуба «Металул 23 августа» выиграл чемпионат Румынии в 1950 и 1952 годах, а в 1957 году привёл к победе бухарестское «Динамо».
Играл за сборную Румынии по баскетболу. В 1947 году в её составе участвовал в чемпионате Европы в Праге, где румыны заняли 10-е место. Провёл 6 матчей, набрал 13 очков (10 в матче с Албанией, 2 — с Чехословакией, 1 — с Нидерландами).
Был главным тренером сборной Румынии в 1952—1953, 1957 и 1967—1973 годах. Под началом Попеску румыны выступали на шести чемпионатах Европы - в 1953 году в Москве (13-е место), в 1957 году в Софии (5-е место), в 1967 году в Финляндии (5-е место), в 1969 году в Италии (9-е место), в 1971 году в ФРГ (8-е место) и в 1973 году в Испании (9-е место). Попадание в пятёрку стало высшим достижением сборной Румынии на чемпионатах Европы. На чемпионатах Балкан румыны завоевали серебряную медаль в 1968 году и четыре бронзовые медали (1969, 1970, 1972, 1973).
Больших успехов добился и на юниорском уровне: дважды выигрывал чемпионат Балкан.
Также тренировал сборную Румынии в 1952 году на баскетбольном турнире летних Олимпийских игр в Хельсинки (23-е место).
С 1967 по 1975 год занимал должность федерального тренера («антренор федерал») при Федерации баскетбола Румынии, затем тренировал девушек в бухарестском клубе «Воинца». С 1968 по 1978 год был членом европейской тренерской комиссии ФИБА. Приглашался в качестве лектора на конференции, учебные занятия тренеров и арбитров в Греции, Турции, Югославии, Франции, Бельгии.  Автор работ:
- Baschet: probleme de joc şi antrenament (1964, совместно с Леоном Теодореску);
- Baschet: îndrumar metodic pentru antrenori (1968, совместно с Леоном Теодореску);
- De la Napoli la Essen. Campionatele europene de baschet (1972, совместно с Валентином Албулеску).

В 1976 году, после Олимпиады в Монреале, эмигрировал в Канаду. Был адъюнкт-профессором Монреальского университета.
Умер 2 января 2008 года в Монреале.